# Maurice Bourguin
Maurice Bourguin, né à Château-Thierry le 10 décembre 1856 et décédé à Versailles le 19 janvier 1910, est un professeur de droit des universités de Lille et de Paris.

## Biographie
Maurice Bourguin est docteur en droit de l'université de Paris en 1877. Il obtient l'agrégation en 1881 et devient enseignant à l'université de Douai puis professeur titulaire de la chaire de droit administratif à l'université de Lille en 1887. 
Dès le début des années 1890, il mène des recherches novatrices sur l'économie et la politique dans le cadre de l'industrialisation. Il  enseigne officiellement l'économie politique à partir de 1896. Il devient professeur à l'université de Paris en 1902.
Il défend, à la faculté de droit de Paris, les disciples d'Émile Durkheim qui cherchent à introduire la sociologie à l'université. Il est, en 1904 membre du jury de la thèse de François Simian intitulée Le Salaire des Ouvriers des Mines en France et directeur de thèse de Max Lazard intitulé Le Chômage et la profession, contribution à l'étude statistique du chômage et de son coefficient professionnel soutenue en 1909.
Son ouvrage principal, ré-édité de nombreuses fois et traduit dans quatre langues, a pour titre :  Les systèmes socialistes et l'évolution économique. Cet ouvrage reçoit le prix Wolowski en 1906 et le prix Michel Chevalier en 1907 de l'Académie des sciences morales et politiques. Il fournit une analyse économique des pays industriels à la fin du XIXe siècle et propose une réflexion sur l'équilibre des pouvoirs économiques, sociaux et politique sau moment de la naissance du socialisme.
Maurice Bourguin est décoré chevalier de Légion d'honneur en 1904. Il meurt des suites d'une longue maladie en janvier 1910.

## Principales publications
- 1877 Des droits du vendeur non payé en droit romain; Du privilège du vendeur d'immeubles en droit français, thèse pour le doctorat, Faculté de droit de Paris, impr. de E. Donnaud, 214 pages[6]
- 1892 Des rapports entre Proudhon et Karl Marx, discours prononcé à la séance de rentrée des Facultés, Lille : impr. de L. Danel, 32 pages[7]
- 1896 La mesure de la valeur et la monnaie, Paris : L. Larose, 276 pages[8]
- 1904  Les systèmes socialistes et l'évolution économique, Paris : A. Colin, 525 pages, (deuxième édition en 1906, troisième en 1933)[9]